# Frank Williams (autóversenyző)
Sir Francis Owen Garbett Williams (Jarrow, 1942. április 16. – 2021. november 28.) brit autóversenyző, a Williams Grand Prix Engineering alapítója.

## Fiatalkora
Williams a második világháború alatt született. Céltudatosságát valószínűleg édesapjától örökölhette, aki a Brit Királyi Légierőnél szolgált. Már gyermekként is szorgos volt, és az autósportok is érdekelték. 19 évesen már versenypályán is kipróbálhatta magát. A későbbiekben többször versenyzett a kor népszerű pilótái, Piers Courage, Jonathan Williams és Charlie Crichton-Stewart társaságában. A Formula–3-ba is belekóstolt, de hamar kiderült, hogy az autóversenyzés nem volt a legjobb választás a megélhetésre, Sir Williams üzleti érzéke jóval kifinomultabb volt a versenyzésnél.

## A Williams csapat elődje
1966-ban az angol úriember megalapította a Frank Williams Cars nevű céget. Pilótái közé sorolhatjuk Piers Courage-t, Richard Burtont, Tetsu Ikuzawát, Tony Trimmert, akik éveken keresztül a Formula–2-ben és Formula–3-ban versenyeztek. Később Sir Williams megvásárolt egy régi Brabham kasztnit, amellyel Courage több Formula–1-es versenyen is részt vehetett, kétszer pedig második helyezést is elért.
1970-ben Williams együtt dolgozott Alessandro de Tomasóval, azonban a közös munka nem tartott sokáig. Miután Courage az 1970-es holland nagydíjon balesetet szenvedett és bent égett versenyautójában, a partnerség is megszűnt Williams és de Tomaso között. Egy évvel később Henri Pescarolonak adott lehetőséget, hogy a March Engineeringtől vásárolt autóval megmutassa, mit tud. 1972-ben végre elkészült az első Williams Formula–1-es autó is, a Politoys FX3, amelyet Len Bailey tervezett, de Pescarolo szinte azonnal összetörte az autót.

## AWilliams Grand Prix Engineering
Williams nem sokkal később magára maradt, a Marlboro és az Iso is elpártolt tőle. Walter Wolf olajmágnást partneréül ugyan elfogadta, azonban támogatás híján az angol üzletember otthagyta a csapatot, amely már csak nevében volt a sajátja. Több korábbi alkalmazottja is hasonlóképpen tett, így Patrick Head is, akivel Didcot-ban egy raktárépületet béreltek ki, majd megalapították a Williams Grand Prix Engineeringet. A csapat az 1978-as argentin nagydíjon mutatkozott be új formájában. Az istálló egyik pilótájaként Alan Jones versenyzett a 14. helyről rajtolva, azonban a versenyt műszaki okokra hivatkozva feladta. Szintén 1978-ban csatlakozott Ross Brawn is, aki a Benettonnál, majd a Ferrarinál folytatta pályafutását. Williams a fiatal Brawnra bízta az aerodinamikai fejlesztéseket.
A Williams és Head által létrehozott istálló 1979-ben, Clay Regazzonival megszerezte első futamgyőzelmét, majd ezt követte az első világbajnoki cím 1980-ban. Ebben az évben Alan Jones bizonyult a legjobbnak, míg 1982-ben Keke Rosberg győzött a világbajnokságon. A fiatal Nico Rosberg is náluk mutatkozott be 2006-ban.

## Williams balesete

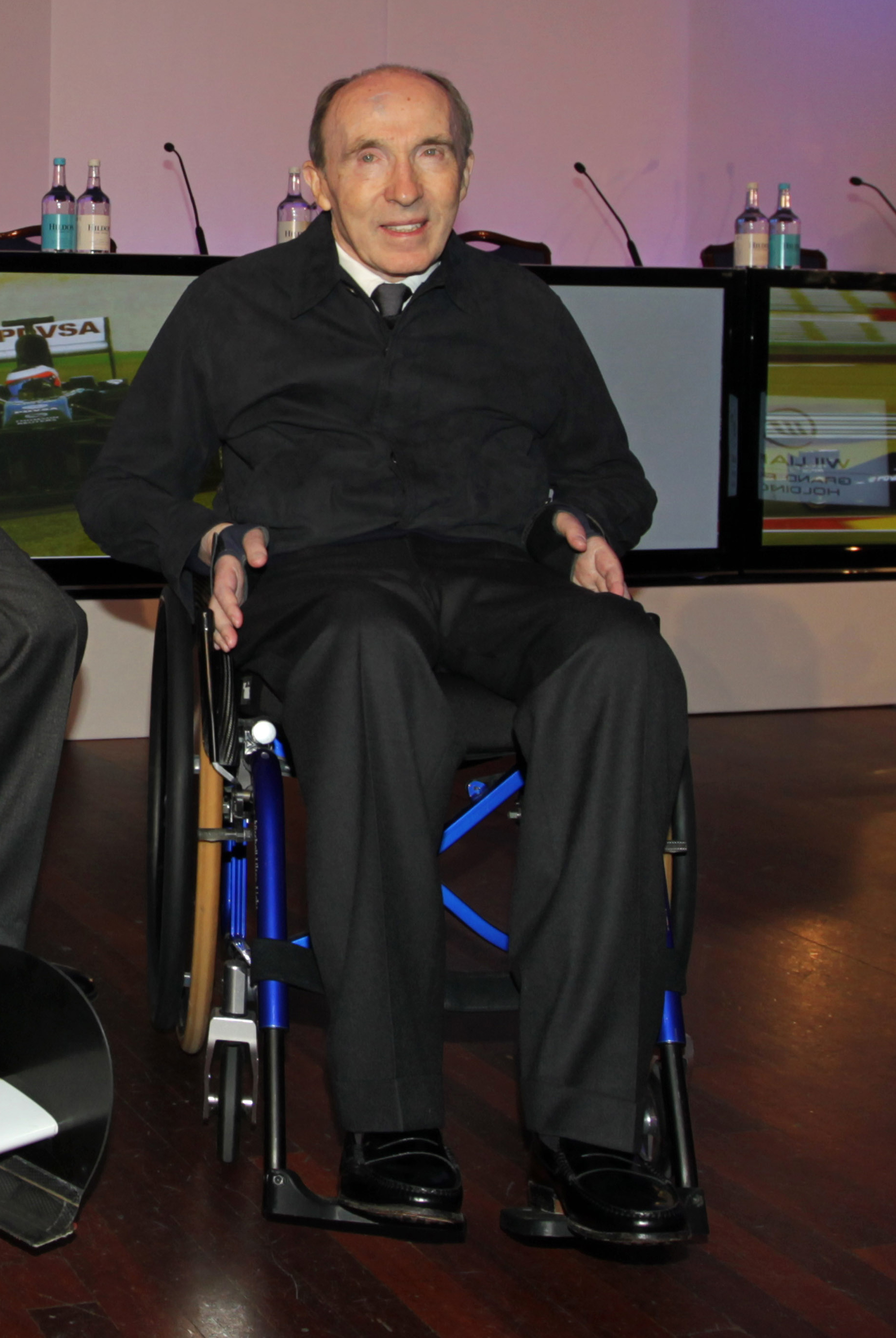
Frank Williams 2011-ben

Williams életét azonban beárnyékolta egy baleset, amely 1986. március 8-án történt.
Egy bérelt autóval a Paul Ricard versenypályáról a nizzai reptérre igyekezett, amikor elvesztette uralmát a jármű felett. A kocsi felborult, Williams gerinctörést szenvedett, amelynek következtében részlegesen lebénult és többé nem tudott lábra állni. Peter Windsor – a Williams csapat egyik menedzsere – is az autóban ült a baleset alatt, ő azonban csak könnyebb sérüléseket szenvedett. Sir Williamst viszont élete végéig tolószékhez kötötte a baleset.

## Ayrton Senna balesete
1994-ben egy újabb tragédia árnyékolta be Williams életét. Az ő csapatánál versenyzett a háromszoros világbajnok Ayrton Senna, aki Imolában a hírhedt Tamburello kanyarban kicsúszott és közel 300 km/h-s sebességgel nekicsapódott a betonfalnak. Fejsérülésébe a kórházba szállítását követően belehalt. Később Frank Williamst emberöléssel is vádolták, de a több éves nyomozás után ejtették a vádakat. A Williamsnél versenyzett többek között Nigel Mansell, Damon Hill, Nelson Piquet és Alain Prost is.

## Napjainkban és a magánélete
Patrick Head és Frank Williams 1975 óta dolgozott együtt. Munkájuk eredményesen működött, éppen azért, mert amíg Head a mérnöki munkálatokra, addig Sir Williams az üzletre figyelt. Felesége Lady Virigia "Ginny" Berry Williams 2013. március 8-án hosszú betegség után elhunyt. Három gyermekük született, lánya, Claire. 

## Díjak és elismerések
1987-ben II. Erzsébet kitüntette Sir Frank Williamst, 1999-ben pedig lovaggá ütötték. 2008-ban Wheatcroft-trófeát kapott. 2010-ben elnyerte a BBC Az év sportembere, avagy a Helen Rollason-díjat.